# Hans Baltzer
Hans Baltzer (* 29. März 1900 in Berlin; † 17. Juni 1972 ebenda; vollständiger Name: Hans Adolf Baltzer) war ein deutscher Grafiker, Illustrator und Buchgestalter. Er gilt als einer der Altmeister der Kinderbuchillustration in der DDR.

## Leben und Werk
Baltzer war das fünfte Kind der Familie eines armen Berliner Tischlers. Schon mit zehn Jahren verdingte er sich als Fabrikarbeiter und Hütejunge. Ab 1916 absolvierte er eine Lehre als Stein- und Offsetdrucker. Daneben betätigte er sich autodidaktisch als Maler und Zeichner. Er besuchte die Handwerkerschule, wo er auch seine künstlerischen Fähigkeiten erweitern konnte. 1924 machte er sich in Berlin mit einem Freund mit einem Reklameatelier am Schleswiger Ufer 11 selbständig. Für viele seiner Arbeiten benutzte er Tierdarstellungen. Neben kommerziellen Werbematerialien entwarf er vor der Machtergreifung der Nazis auch einige politische Plakate, u. a. für die KPD und die SPD. Von 1939 als 1945 arbeitete er als technischer Zeichner. Das Adressbuch nennt ihn 1943 als Graphiker in der Parchimer Allee 89 n, einem Haus der Hufeisensiedlung.
Nach dem Ende des NS-Staats begann er in Berlin als freischaffender Künstler zu arbeiten. 1945 traf er in Berlin den russischen Maler Wladimir Bogatkin (1922–1971), mit dem eine enge Künstlerfreundschaft entstand.
Ab 1947 war Baltzer Leiter der Klasse Illustration an der Meisterschule für Graphik und Buchgewerbe in Berlin. Als es 1949 zur Spaltung der Schule kam, entschloss er sich, im Osten in der späteren Fachschule für Werbung und Gestaltung zu bleiben. Dort arbeitet er bis 1952. Danach war er  wieder freischaffend tätig. Ab etwa 1950 gehörte er zu den als „Hagemannkollektiv“ bezeichneten Mitarbeitern des Berliner Verlags Volk und Wissen, die neue Schullehrbücher entwickelten, so u. a. eine neue Schulfibel „Wir lernen lesen“, für die er die Illustrationen schuf. Weitere Mitarbeiter des „Kollektivs“ waren u. a. Robert Alt, Ernst Zeno Ichenhäuser und Arthur Ploog.
Baltzer war vor allem Kinderbuchillustrator. Er arbeitete insbesondere für den Kinderbuchverlag Berlin, aber auch für weitere Verlage wie Aufbau, Dietz, Greifen, Alfred Holz, Neues Leben, Verlag der Nation und Volk und Gesundheit. Außerdem schuf er Plakate, speziell Film- und Theaterplakate.
1997 überließ sein Sohn, der Grafiker Jochen Baltzer, der Kinder- und Jugendbuchabteilung der Staatsbibliothek Berlin als Dauerleihgabe große Teil des Nachlasses Baltzers mit über eintausend Blatt Illustrationen.
Baltzer war der Großvater des Illustrators Hans Baltzer (* 1972).

## Ehrungen
- 1950 und 1964 Nationalpreis der DDR
- 1966 Gutenberg-Preis der Stadt Leipzig
- 1966 Ernennung zum Professor
- 1975 Stiftung des Hans Baltzer-Preises für Illustratoren durch den Kinderbuchverlag Berlin

## Rezeption
„Er ist Grafiker und der deutschen grafischen Tradition verhaftet.“
„Besonders in den Tierzeichnungen zeigt Baltzer seine Stärke. Das Tier ist ihm nicht Symbol, es bleibt eingeordnet in seine Welt, weist auf sich selbst und auf den Bezug zum Menschen.“

## Fotografische Darstellung Baltzers
- Klaus Morgenstern: Hans Baltzer (Zeitraum 1960–1970)[7]
- Abraham Pisarek: Hans Baltzer (aus der Serie Hagemann-Kollektiv, um 1950)[8]
- Johannes Riemann: Hans Baltzer (vor 1955)[9]

## Werke

### Plakate (Auswahl)

#### Filmplakate
- Don Quichotte (1958)[10]
- Frühlingswind (1958)[11]
- Neujahrsopfer (1958)[12]

Politische Plakate
- Ihr Schaffenden werdet Kämpfer (um 1930)[13]

### Essayistische Texte (Auswahl)
- Illustration und Buchkunst. Einige Vorbemerkungen zur Internationalen Buchkunst-Ausstellung 1965. In: Bildende Kunst, Berlin, 1965, S. 344–347

## Ausstellungen (unvollständig)

### Einzelausstellungen
- 1958: Berlin, Pavillon der Kunst Unter den Linden („Zwei Freunde sehen China“; mit Wladimir Bogatkin)
- postum 1975: Magdeburg, Kulturhistorisches Museum (Gedächtnisausstellung)

### Ausstellungsbeteiligungen
- 1954: Berlin, Zentrales Haus der Deutsch-Sowjetischen Freundschaft („I. Deutsche Karikaturenausstellung“)

- 1954, 1957 und 1960: Berlin, Bezirkskunstausstellungen Gebrauchsgrafik
- 1958 bis 1968: Dresden, Vierte bis VI. Deutsche Kunstausstellung
- 1970: Berlin, Altes Museum („Im Geiste Lenins“)

### Postume Ausstellungen
- 1972/1973 Dresden, VII. Kunstausstellung der DDR
- 1976 Berlin, Bezirkskunstausstellung Gebrauchsgrafik
- 1979: Berlin, Altes Museum („Weggefährden – Zeitgenossen. Bildende Kunst aus 3 Jahrzehnten “)
- 1979: Berlin, Ausstellungszentrum am Fernsehturm („Buchillustrationen in der DDR. 1949 – 1979“)
- 1980: Berlin, Ausstellungszentrum am Fernsehturm („Retrospektive Berlin“)
- 1985: Berlin, Nationalgalerie („Auf gemeinsamen Wegen“)
- 2009: Freiburg i.Br., Galerie der Universitätskinderklinik („Kinderfilmplakate der DDR“)